# Hesperagrion heterodoxum
Hesperagrion heterodoxum är en trollsländeart som först beskrevs av Selys 1868.  Hesperagrion heterodoxum ingår i släktet Hesperagrion och familjen dammflicksländor. IUCN kategoriserar arten globalt som livskraftig. Inga underarter finns listade i Catalogue of Life.